# Hans Buxbaum
Johann Wolfgang Buxbaum (* 10. Dezember 1893 in Bamberg; † 24. Juni 1947 in London) war ein deutscher Regisseur, Theaterleiter und Dramaturg.
Er war Sohn des königlichen Kommerzienrats Gustav Buxbaum (1839–1914) und von Jutta Buxbaum, geborene Güttermann (1850–1914). Er hatte einen älteren Bruder, Julius (1877–1936). Die Meldekarten der Familienmitglieder aus Bamberg verzeichnen unter der Rubrik Religion: „Israelitisch“. Über die tatsächliche Praxis der Religionsausübung der Familie Buxbaum gibt es keine gesicherten Erkenntnisse. Vater Gustav war Großhandelskaufmann. Die Eltern verfügten über die notwendigen Mittel, ihren Kindern eine gute Bildung zu ermöglichen.

## Leben
Hans besuchte das Alte Gymnasium Bamberg und studierte anschließend Jura an den Universitäten Universität München und Bamberg. Bereits als 21-Jähriger lieferte er an der Universität Erlangen seine Dissertation zum Doktor der Rechte ab, die durch die Themenwahl von damals hoher politischer Aktualität war: „Das völkerrechtliche Delikt“.
Seine Eltern erlebten nicht mehr, dass der Sohn anstelle der Juristerei einen kreativen Berufsweg einschlug – er wurde Theatermann.

### Dramaturgisches Wirken vor 1933
Nach ersten Stationen in Dresden (Regieausbildung) und Kiel (1919/20 Dramaturgie) war er zunächst beim Neuen Theater in Frankfurt am Main, dann fünf Jahre beim Staatlichen Kurtheater in Wiesbaden. Buxbaum erhielt 1926 eine Festanstellung als Oberspielleiter an den Vereinigten Stadttheatern Duisburg-Bochum. Hier war er Stellvertreter des Theaterleiters Saladin Schmitt. Zeitgleich trat Buxbaum der SPD bei.
Nicht nur im Bochumer Anzeiger erschienen zwischen 1926 und 1933 zahlreiche Besprechungen und Kritiken von Aufführungen, die Hans Buxbaum inszeniert hatte. Auch in den Düsseldorfer Nachrichten, im Rheinischen Kurier, im Kölnischen Anzeiger, in der Westfälischen Volkszeitung, in der Rhein-Ruhr-Zeitung waren Rezensionen zu lesen.
Unter den Inszenierungen finden sich namhafte Bühnenwerke wie Wilhelm Tell, Der kaukasische Kreidekreis, Lady Windermeres Fächer, Emilia Galotti, Wie es euch gefällt, Dantons Tod, Die Weber, Der Sturm und Der eingebildete Kranke.
Bewerbungen in den frühen 1930er Jahren an das Landestheater Altenburg in Thüringen und an das Stadttheater Mainz scheiterten.
Nach den Empfehlungen des Bochumer Stadtrats Stumpf zu Buxbaums Bewerbung als Theaterleiter in Mainz und anhand von Artikeln im Bochumer Anzeiger vom Januar 1933 besteht der Eindruck: Buxbaum war am Theater hochgeschätzt, kam beim Publikum an und leistete künstlerisch Herausragendes.

### Ausgrenzung während der NS-Diktatur
Als die Nationalsozialisten am 30. Januar 1933 an die Macht kamen, rückte das Ende seiner dramaturgischen Tätigkeit in Bochum und Duisburg näher.
In einem „Fragebogen des preußischen Theaterausschusses“ (undatiert, aus der Spielzeit 1932/33 stammend) ist zu lesen: „Der Oberspielleiter Dr. Buxbaum wurde am 11. März 1933 wegen nichtarischer Abstammung seiner Stellung enthoben…“ Weitere Einzelheiten über Buxbaums Entlassung am Bochumer Theater sind nicht bekannt – eine Personalakte, Arbeitsverträge etc. sind nicht erhalten geblieben.
Das seit dem 7. April 1933 wirksame „Gesetz zur Wiederherstellung des Berufsbeamtentums“ erlaubte den neuen Machthabern, Juden und andere „missliebige“ Gruppen aus dem Beamtenverhältnis zu entlassen. Bereits kurze Zeit später wurde das Gesetz auch auf Angestellte im öffentlichen Dienst ausgeweitet.
Buxbaum schaffte es nach dem Rauswurf in Bochum noch einige Inszenierungen in Frankfurt a. M. am Neuen Theater zu leiten, ohne dort eine Festanstellung zu haben. Eine Anstellung an einem mit öffentlichen Mitteln finanzierten Theater zu erhalten, war ihm seither verwehrt.
Für seine künstlerische Betätigung war die deutschsprachige Bühne essentiell. Buxbaum brauchte die eigene Muttersprache, deutsche Texte (oder gute Übersetzungen), benötigte deutsches Kulturleben. Im Herbst 1933 verließ er Deutschland, um eine Stelle am Théâtre national de Strasbourg anzunehmen. Hier hoffte er, abwarten zu können, bis die durch die Ideologie getriebene Unterteilung in sogenannte Arier und Nichtarier ihr Ende fand. Das dortige deutschsprachige Schauspielensemble setzte sich aus deutschen Künstleremigranten zusammen. 1935 verließ Buxbaum die sich mittlerweile in Auflösung befindende Truppe.

### Tätigkeit für den Jüdischen Kulturbund
1935 kehrte er nach Deutschland zurück. Er hoffte, selbst unter stark eingeschränkten Bedingungen im Kulturbetrieb tätig sein zu können und wurde künstlerischer Leiter und Regisseur des jüdischen Kulturbundes in Hamburg. Eine Zeitlang glaubte er offenbar, einen Weg zurück zu staatsbürgerlicher Normalität ohne Formen von Ausgrenzungen gehen zu können. Eine Fehleinschätzung.
23 der insgesamt 27 Schauspielinszenierungen dieses Hamburger Theaters fanden unter Buxbaums Regie statt. Mit Rücksicht auf seine Verpflichtungen im Kulturbund lehnte er 1936 einen Ruf als Leiter des Schauspiels an den Städtischen Bühnen in Graz ab. Zusätzlich war er auch für die Kulturbundbühnen in Köln und Berlin tätig.
Bereits nach sechsmonatiger Regietätigkeit in Hamburg wurde Buxbaum von Ernst Loewenberg bescheinigt, „leidenschaftlichen Willen zur Leistung“ mitzubringen. Hervorgehoben wurde „seine unermüdliche Hingabe“. Das Hamburger Kulturbund-Theater sei durch ihn „zu einem wesentlichen Faktor des jüdischen Kunstlebens in Deutschland gemacht“ worden. Anlässlich der Eröffnung des Jüdischen Gemeinschaftshauses in Hamburg am 9. Januar 1938 hob Max M. Warburg hervor, dass Buxbaum und sein Stab Pionierarbeit geleistet und auf geradezu geniale Weise Schwierigkeiten überwunden hätten: Der Kulturbund habe es geschafft, trotz widrigster Verhältnisse in den letzten Jahren künstlerisch Bedeutendes zu leisten, auf kleinster Bühne, bei primitivster Ausstattung der Kulissen, die manchmal in ihrer Einfachheit an die Shakespeare-Zeit erinnerten. Als Chronist für das Israelitische Familienblatt lobte Julian Lehmann den künstlerischen Leiter Hans Buxbaum als jemanden, der es immer wieder verstehe, trotz hoher Fluktuation unter den Darstellern ein Ensemble aufzubieten, das das dortige Theaterleben aufrechterhalte.
Als Jude, ehemaliger Sozialdemokrat und als Homosexueller war Buxbaum dreifach gefährdet im NS-Staat.
Über die Atmosphäre Anfang Juni 1938, wenige Tage vor der Premiere zu Das Extemporale im Hamburger Kulturbund, notierte seinerzeit der Schauspieler Max Waechter:
„Am Mittwoch, d. 1. Juni, erschien Buxbaum nicht im Theater. Dem Vernehmen nach ist er krank. Später stellt sich heraus, dass er auf Grund einer anonymen Warnung (§ 175 betreffend) nach Berlin gefahren ist. Am Sonnabend wird scheinbar die Gefahr für ihn akut. Er geht auf Krankheitsurlaub vier Wochen ins Ausland. Man hört Stockholm“. Der Grund für seinen eiligen Weggang aus Hamburg könnte an seiner sexuellen Orientierung gelegen haben. Hans Buxbaum blieb als erwachsener Mann ledig. Unbekannt ist, wann er erkannte, dass er sich zu Männern hingezogen fühlte und ob seine Familie davon erfuhr. Jedenfalls verzichtete er auf eine „Agreement-Ehe“ – ein damals übliches Verhalten, das ihn vor Anfeindungen und gesellschaftlichen Nachteilen als schwuler Mann womöglich geschützt hätte.

### Emigration
Ab dem 30. Januar 1939 weilte Buxbaum im Ausland. In Skodsborg (nahe Kopenhagen) füllte er einen von der NS-Diktatur erstellten „Fragebogen für Auswanderer“ aus und gab an, er sei ledig und wandere alleine aus. Sein Ziel seien die USA. Sein Wunsch sei, hier seinen bisherigen Beruf auszuüben. Gegebenenfalls wolle er schriftstellerisch tätig werden.
Am 21. März 1939 reiste Buxbaum von Dänemark aus nach England ein. Sein deutscher Pass war abgelaufen und er erhielt zunächst eine befristete Aufenthaltsbewilligung für ein Jahr bis zum 20. März 1940. In London wohnte Buxbaum in derselben Adresse wie Carl Rawitzki, ehemals SPD-Politiker in Bochum, der 1939 ebenfalls nach England emigriert war: London N.W.3, 3 Eton Avenue.
Buxbaum zeigte sich bereit, für Propaganda in Presse und Rundfunk tätig zu werden und heuerte bei der  deutschen Abteilung der BBC an. Hier wurde er für die Produktion deutschsprachiger Sendungen engagiert. Im v erhalten. Am 10. Februar 1942 produzierte er eine Sendung mit einer Auswahl von Hitler-Reden, die dessen widersprüchliche Äußerungen zu wichtigen Themen veranschaulichen sollten. In der Feature-Abteilung des Londoner Rundfunks war er fortan unter dem Leiter Walter Rilla als Regisseur tätig.
Belegt ist seine Regie in der Hörspielbearbeitung Mord im Dom von Thomas Stearns Eliot.

### Rezeption als Mitarbeiter beim Londoner Rundfunk
Carl Brinitzer, wie Buxbaum Mitarbeiter beim Londoner Rundfunk, beschrieb seinen Kollegen wie folgt: „Er war ein guter Regisseur, der über viel Geschmack verfügte. Aber das Theater war seine wahre Heimat und nicht der Funk“.
Sein zeitweiliger Kollege beim Londoner Rundfunk, Karl-Eduard von Schnitzler, fasst die Wirkung Buxbaums auf sich in einem Interview mit Wolf Bierbach im Jahr 1990 wie folgt zusammen:
„Producer in der BBC waren damals deutsche und österreichische Emigranten, vor allem auch ein Hamburger jüdischer Regisseur, Dr. Hans Buxbaum. Von dem habe ich eigentlich Sprechen gelernt, Rundfunk gelernt, sowohl die Psychologie als auch das Sprechen, also: wann spricht man laut, wann spricht man leise, wann schnell, wann langsam, wann macht man Pausen? Ich war ein sehr gelehriger Schüler von Hans Buxbaum; das werde ich dem nie vergessen.“

### Nach dem Zweiten Weltkrieg

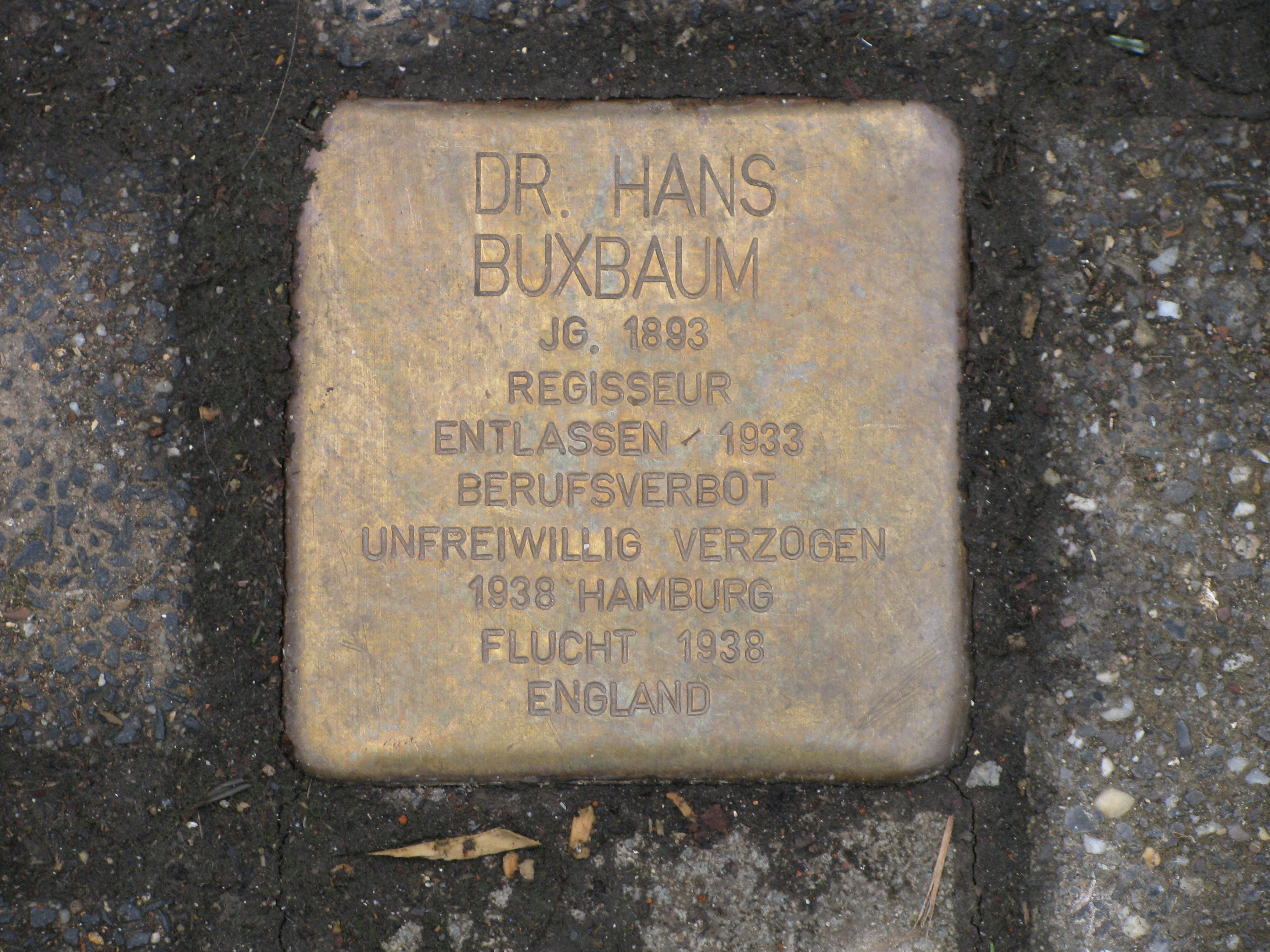
Stolperstein für Hans Buxbaum

Nach der Kapitulation 1945 kehrte Buxbaum mit der britischen Besatzungsmacht als Mitglied der Public Relations/Information Service Control Group nach Bochum zurück. Das Theater in Bochum hatte aufgrund seines traditionellen Rufs, ein Shakespeare-Theater zu sein, eine gewisse Relevanz für die britischen Stellen. Das dortige städtische Kulturleben lag jedoch darnieder, da das Theatergebäude seit dem Bombardement vom 4. November 1944 nur noch ein Torso war. Ob Hans Buxbaum die Absicht hatte, an diese Spielstätte zurückzukehren, ist unbekannt. Er starb am 24. Juni 1947 in London an einem Herzinfarkt im Alter von 53 Jahren.
Karl-Eduard von Schnitzler beschreibt den Tod Buxbaums in einem Interview mit Wolf Bierbach im Jahr 1990 wie folgt:
„Er hat einen frühen Tod gehabt, er ist mitten bei der Arbeit, als er einem deutschen Kriegsgefangenen beibrachte, wie man Deutsch zu Deutschen spricht, vom Stuhl gefallen.“
Ein Stolperstein für Hans Buxbaum ist seit Herbst 2021 auf dem Theatervorplatz des Bochumer Schauspielhauses zu finden.